# بنزیلیدن استون
بنزیلیدن استون (به انگلیسی: Benzylideneacetone) با فرمول شیمیایی C۱۰H۱۰O یک ترکیب شیمیایی است. که جرم مولی آن ۱۴۶٫۱۹ g/mol می‌باشد. شکل ظاهری این ترکیب، جامد زرد کمرنگ است.